# Мелісса Інгрем
Мелісса Інгрем (англ. Melissa Ingram, 24 червня 1985) — новозеландська плавчиня.
Учасниця Олімпійських Ігор 2008, 2012 років.
Призерка Чемпіонату світу з плавання на короткій воді 2004 року.
Призерка Ігор Співдружності 2006 року.
Призерка літньої Універсіади 2011 року.